# Ammersbek (Alster)
Die Ammersbek ist ein linker Nebenfluss der Alster in Schleswig-Holstein und Hamburg und hat eine Länge von ca. 9 km.

## Geografie
Die Ammersbek entsteht aus zwei Quellbächen, der Bunsbach und der Hunnau, die zwischen den Orten Hoisbüttel und Rehagen/Schäferdresch, nördlich der Lübecker Straße zusammenfließen. Im Hamburger Stadtteil Duvenstedt mündet die Ammersbek in die Alster. 
Von ihren Quellbächen aus formt die Ammersbek mit ihrem mäandrierenden Verlauf das Naturschutzgebiet der Ammersbek-Niederung. Mit ihrer naturnahen Fließdynamik haben sich entlang des Gewässers Weichholz-Auenwälder gebildet.
Im angrenzenden Naturschutzgebiet Duvenstedter Brook verläuft die Ammersbek im Hamburger Bereich weiterhin naturnah und wird rechtsseitig von den Bächen Ellernbek und Rothbek gespeist. 
Der weitere Flusslauf durchzieht das angrenzende Naturschutzgebiet Wohldorfer Wald, wo die Ammersbek an zwei Stellen zu einem Mühlenteich aufgestaut wurde: dem Kupferteich, über den die ehemalige Wohldorfer Kupfermühle ihren Antrieb erhielt, und wenige Kilometer flussabwärts dem Mühlenteich mit der ehemaligen Wohldorfer Kornmühle. Die Einmündung der Ammersbek in die Alster erfolgt unmittelbar vor der Wohldorfer Schleuse.

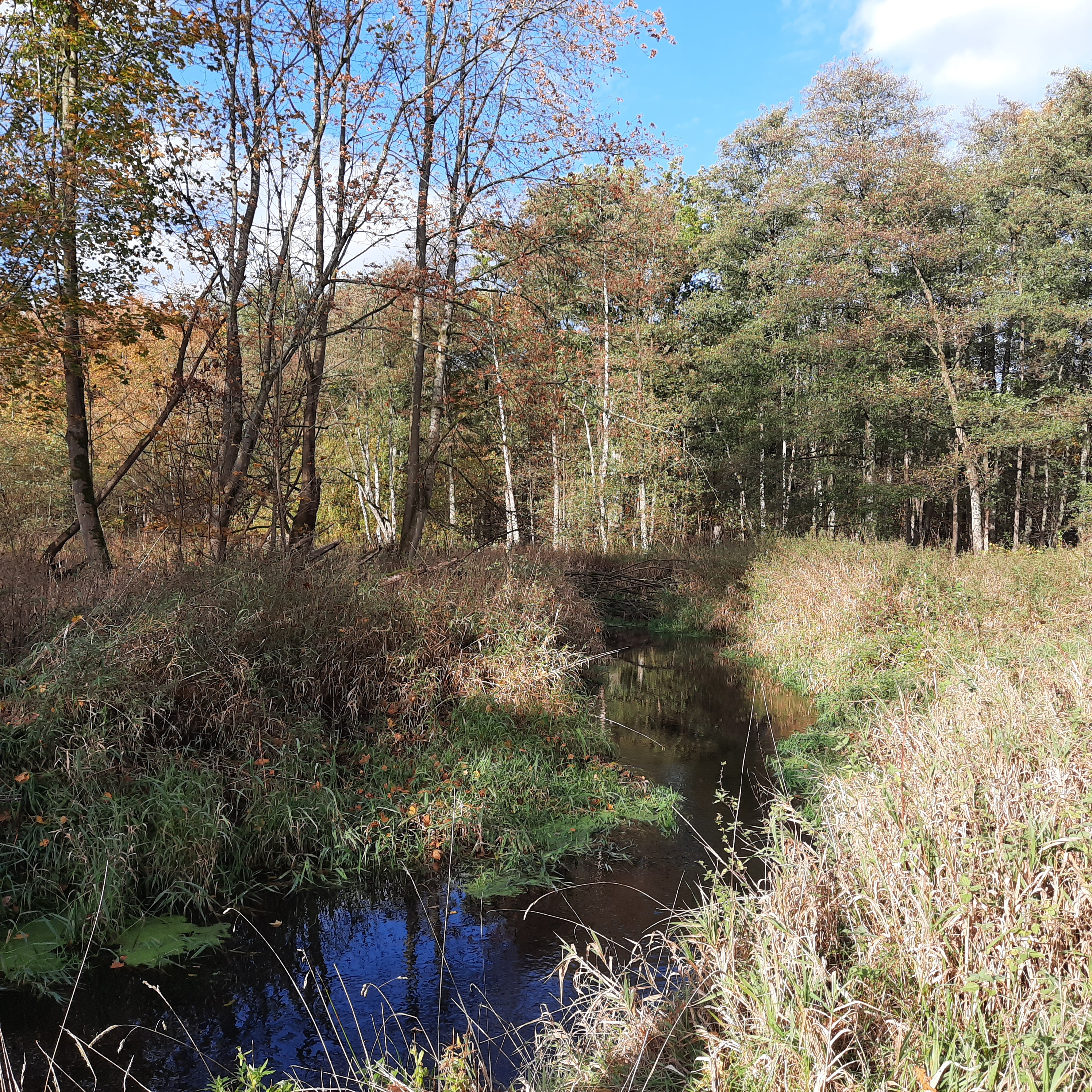
Ammersbek-Niederung
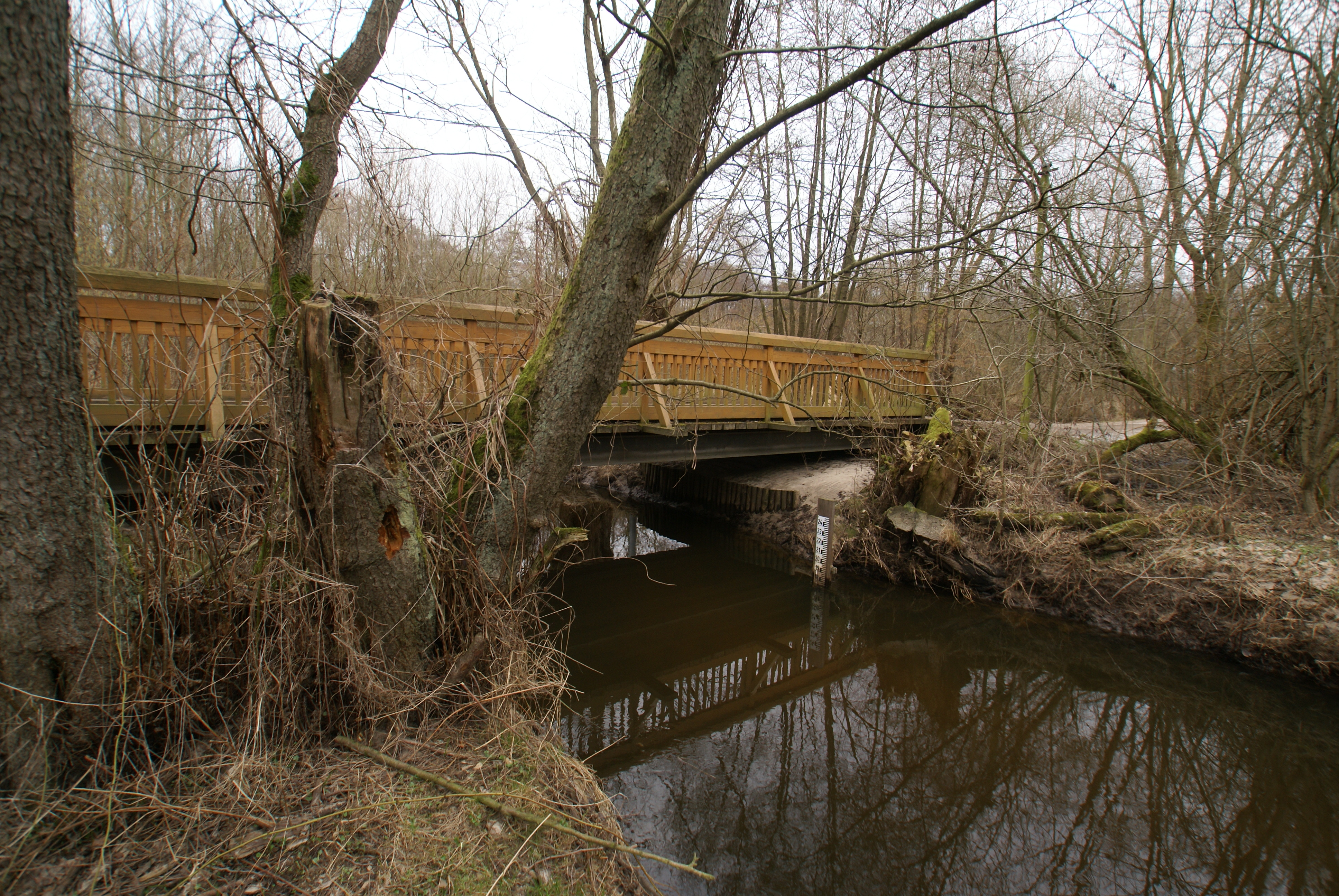
Brücke über die Ammersbek
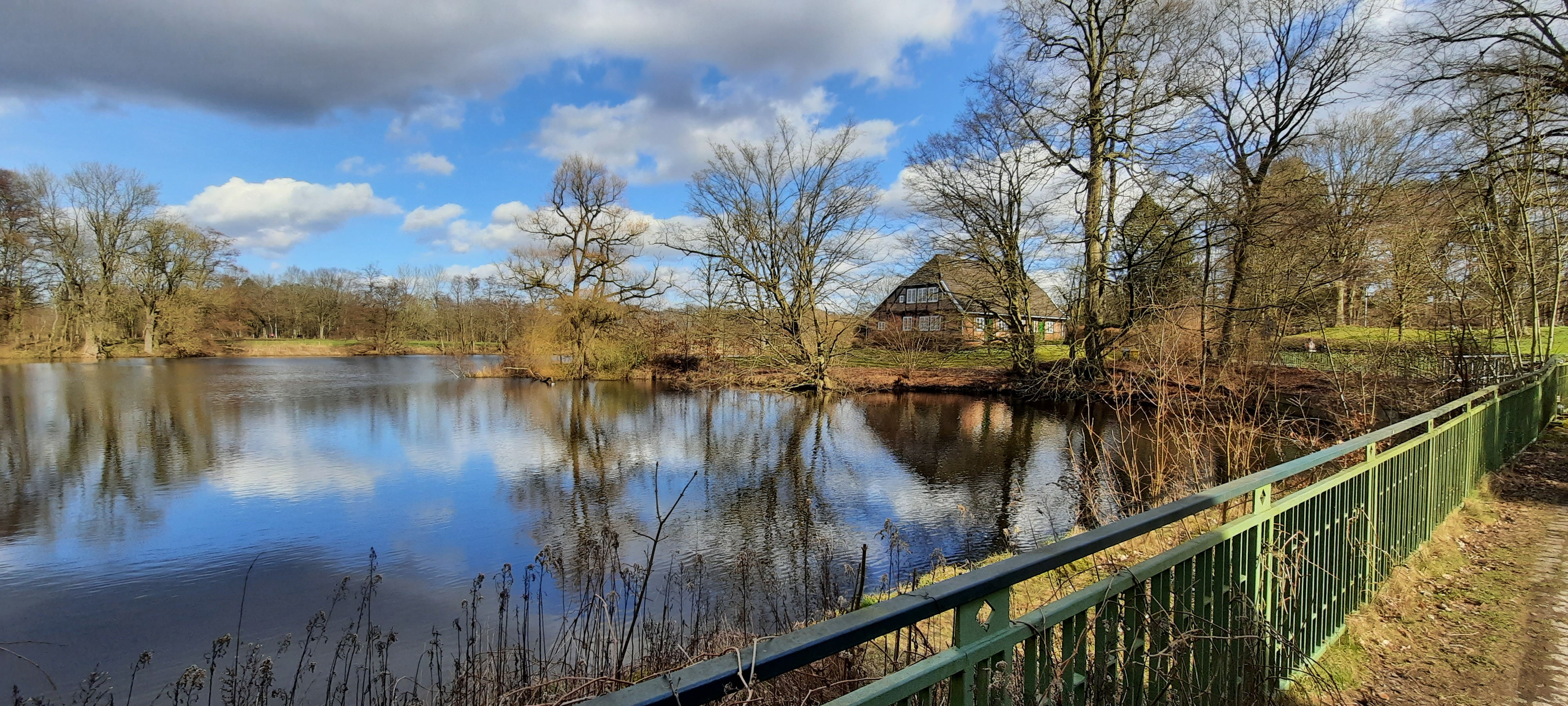
Kupferteich der Wohldorfer Kupfermühle
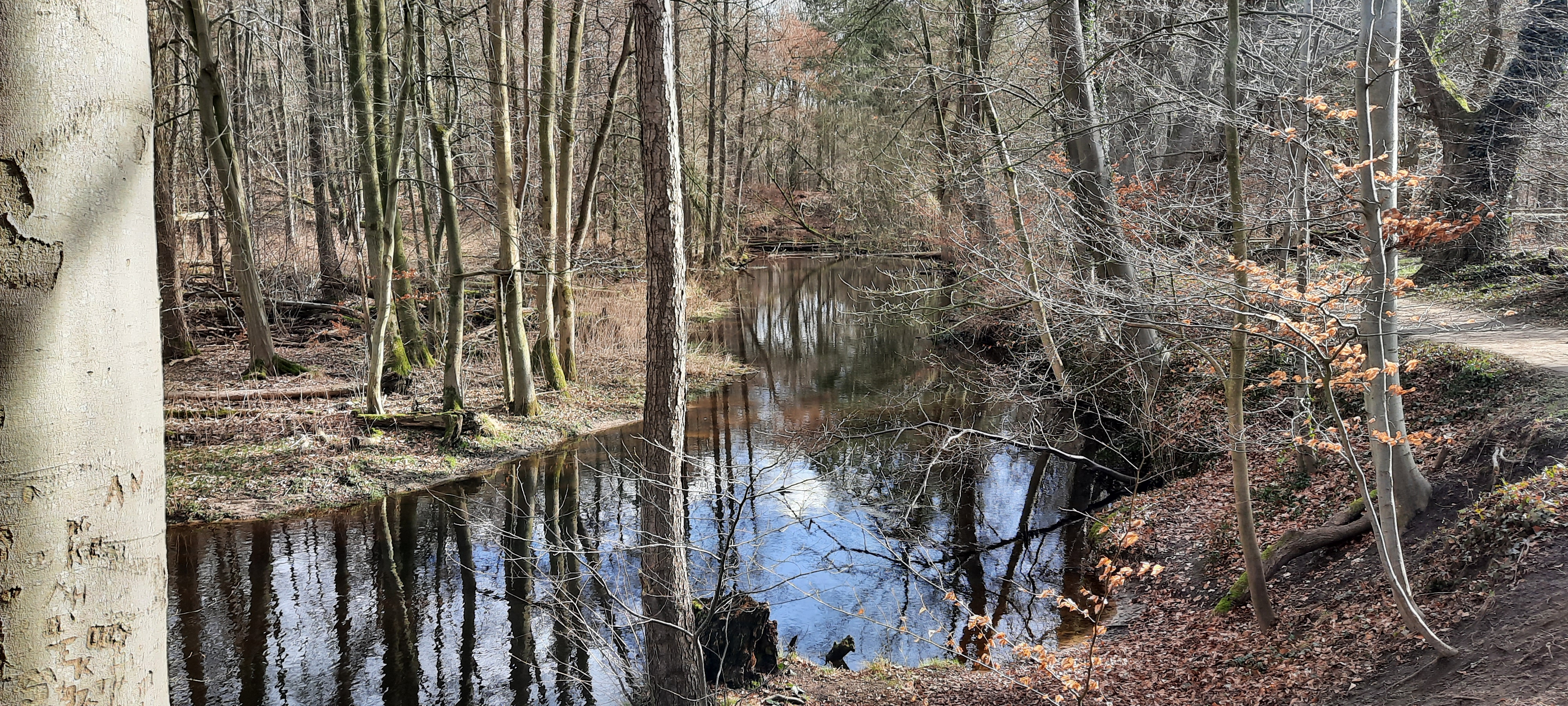
Ammersbek zwischen Kupfermühle und Wohldorfer Kornmühle
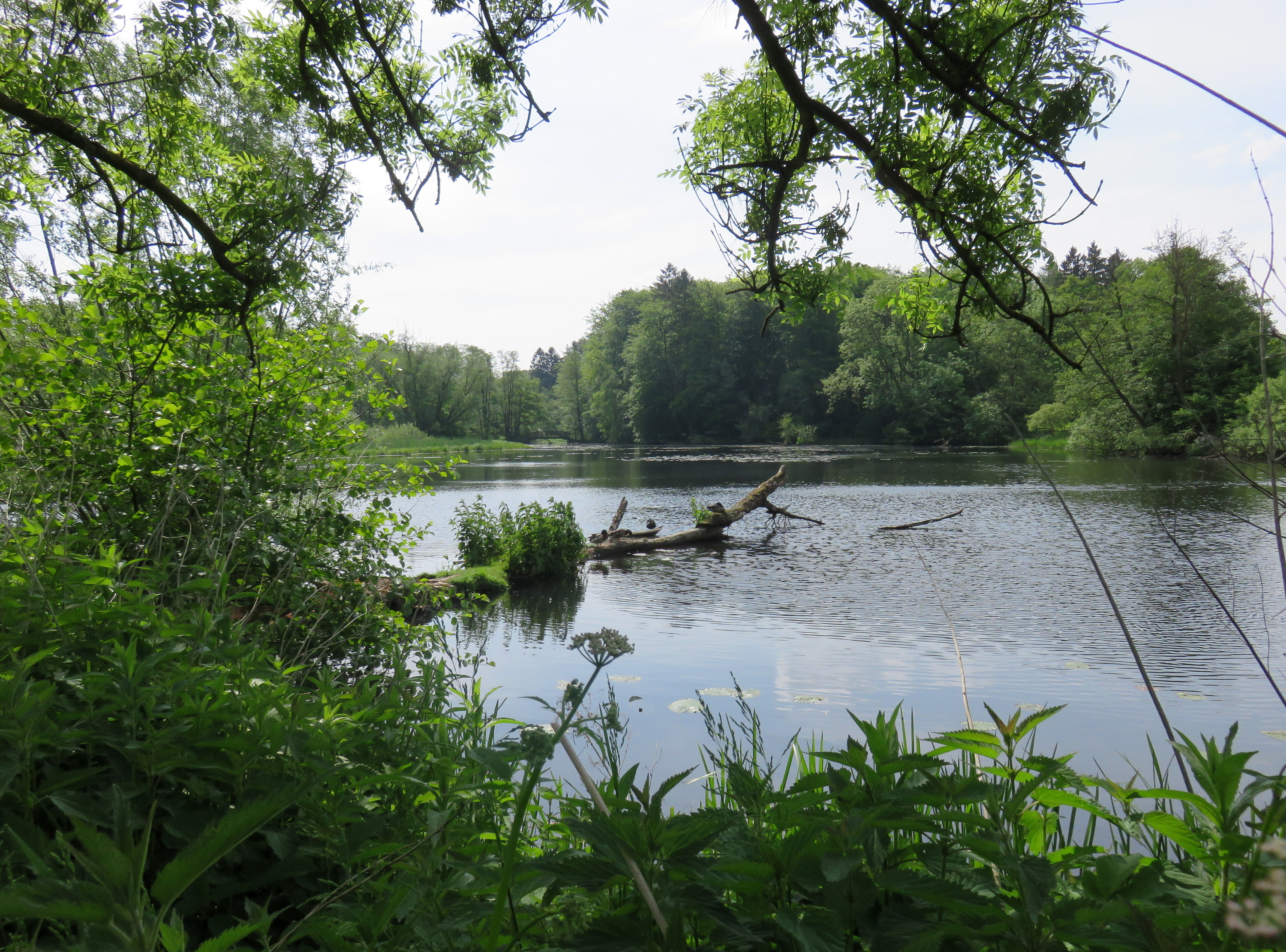
Wohldorfer Mühlenteich